# Пеники
Пе́ники (фин. Penikkala) — деревня в Ломоносовском районе Ленинградской области, административный центр Пениковского сельского поселения.

## Название
Деревня основана между 1763 и 1782 годами. Сохранились описания бедности и барышничества местного попа времён отмены крепостного права.
Название деревни, использовавшееся местными жителями ингерманландцами — фин. Penikkala.

## История
Чтобы положить конец русско-шведской войне 1613—1617 годов Россия в 1617 году заключила Столбо́вский мирный договор и была вынуждена уступить шведам часть Новгородских земель.
Так, территория Ломоносовского района Ленинградской области (включая территорию современных Пеников) была собственностью Швеции (в составе исторического региона Ингерманландия) в период 1617—1721 годов
Деревня Пеники упоминается в IV ревизской сказке 1782 года.
Деревня Пеники указана на «Семитопографической карте окружности С.Петербурга и Карельского перешейка» 1810 года.
На «Топографической карте окрестностей Санкт-Петербурга» Военно-топографического депо Главного штаба 1817 года также упомянута деревня Пеники из 16 дворов.
Деревня Пеники из 16 дворов упоминается и на «Топографической карте окрестностей Санкт-Петербурга» Ф. Ф. Шуберта 1831 года.

ПЕНИКИ — деревня принадлежит государю великому князю Михаилу Павловичу, число жителей по ревизии: 44 м. п., 48 ж. п. (1838 год)

В пояснительном тексте к этнографической карте Санкт-Петербургской губернии П. И. Кёппена 1849 года она записана как деревня Penikkala (Пенники, Пеники) и указано количество её жителей на 1848 год: эвремейсов — 11 м. п., 15 ж. п., савакотов — 16 м. п., 17 ж. п., ижоры — 32 м. п., 33 ж. п., всего 124 человека. Ижоры относились к православному Ораниенбаумскому приходу, ингерманландцы — к лютеранскому приходу Тюрё.

ПЕНИКИ — деревня Ораниенбаумского дворцового правления, по просёлочной дороге, число дворов — 17, число душ — 67 м. п. (1856 год)

В 1860 году деревня Пенники насчитывала 25 дворов.

ПЕННИКИ — деревня Ораниенбаумского дворцового ведомства при колодцах, по левую сторону приморского просёлочного тракта в 15 верстах от Петергофа, число дворов — 25, число жителей: 71 м. п., 72 ж. п.; Сельское училище. (1862 год)

На карте 1863 года деревня отмечена как Пенники, а на карте 1925 года уже используется название Пеники.
Упоминается в числе приходов большеижорской Николаевской церкви в 1884 году.

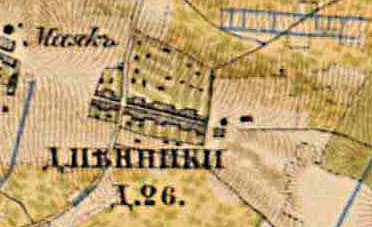
Деревня Пеники на карте 1885 года

В 1885 году, согласно карте окрестностей Петербурга, деревня насчитывала 26 крестьянских дворов. Сборник же Центрального статистического комитета описывал её так:

ПЕННИКИ — деревня бывшая удельная, дворов — 29, жителей — 155; волостное правление (до уездного города 15 вёрст), лавка. В 1 версте — две церкви православные и церковь католическая. В 2 верстах — церковь православная и госпитальные бараки морского ведомства. В 9 верстах — кирпичный завод. (1885 год)

В конце XIX века деревня административно относилась к Ораниенбаумской волости 2-го стана Петергофского уезда Санкт-Петербургской губернии, в начале XX века — 3-го стана. По приходским данным население деревни было смешанным — финско-ижорским.
К 1913 году количество дворов увеличилось до 35.
С 1917 по 1922 год деревня входила в состав Пениковского сельсовета Ораниенбаумской волости Петергофского уезда.
С 1922 года в составе Броннинского сельсовета.
С 1923 года в составе Троцкого уезда.
Согласно данным переписи населения СССР 1926 года в деревне Пенники проживали 253 человека — большинство русские, а также ижоры, финны и поляки.
С 1927 года в составе Ораниенбаумского района.
В 1928 году население деревни Пенники также составляло 253 человека.
По данным 1933 года деревня называлась Пенники и входила в состав Бронинского сельсовета Ораниенбаумского района с административным центром в деревне Бронница Верхняя.
По данным 1936 года деревня Пенники являлась административным центром Бронинского сельсовета, в состав которого входили 11 населённых пунктов, 494 хозяйства и 10 колхозов.

План деревни Пеники. 1939 год

Согласно топографической карте 1939 года деревня насчитывала 70 дворов.
По национальному составу подавляющее большинство населения деревни после 1942 года — русские. Коренное население — ижора и ингерманландцы, были полностью ассимилированы в результате сталинских репрессий и депортаций.
С 1963 года в составе Гатчинского района.
С 1965 года вновь в составе Ломоносовского района. В 1965 году население деревни Пенники составляло 360 человек.
По данным 1966 и 1973 годов деревня находилась в составе Броннинского сельсовета. В деревне располагалась центральная усадьба совхоза «Плодоягодный».
По данным 1990 года в деревне Пеники проживали 732 человека. Деревня являлась административным центром Бронинского сельсовета в который входили 20 населённых пунктов: деревни Большое Коновалово, Бронна, Верхние Венки, Верхняя Бронна, Дубки, Кабацкое, Кузнецы, Куккузи, Кукушкино, Лангерево, Лимузи, Малая Ижора, Малое Коновалово, Нижняя Бронна, Пеники, Сойкино, Таменгонт, Ускуля; посёлок при станции Дубочки; местечко Кордон 4, общей численностью населения 1878 человек.
В 1997 году в деревне Пеники Бронинской волости проживали 1309 человек, в 2002 году — 1007 человек (русские — 92 %).
В 2007 году в деревне Пеники Пениковского СП — 1335 человек.

## География
Деревня расположена в северной части района на автодороге 41К-625 (Большая Ижора — Пеники) в месте пересечения её автодорогой 41К-245 (Сойкино — Малая Ижора).
Расстояние до районного центра — 9 км.
Расстояние до ближайшей железнодорожной станции Бронка — 2 км.
Деревня находится близ южного берега Финского залива, к западу от города Ломоносов и к востоку от посёлка Большая Ижора.

## Климат
Климат Пеников умеренный, по классификации климатов Кёппена — Dfb — умеренно-холодный (континентальный). За год бывает в среднем 75 солнечных дней, как и в ближайшем Санкт-Петербурге. Средняя температура воздуха — 4,5 ℃, а среднегодовая норма осадков — 669 мм.
| Показатель                    | Янв.  | Фев.  | Март | Апр. | Май  | Июнь | Июль | Авг. | Сен. | Окт. | Нояб. | Дек. | Год  |
| ----------------------------- | ----- | ----- | ---- | ---- | ---- | ---- | ---- | ---- | ---- | ---- | ----- | ---- | ---- |
| Средний суточный максимум, °C | −5    | −4,4  | 0,4  | 7,8  | 15,3 | 20,3 | 22   | 20,1 | 14,2 | 7,7  | 1,3   | −2,4 | 8,1  |
| Средняя температура, °C       | −7,8  | −7,5  | −3,1 | 3,8  | 10,3 | 15,5 | 17,4 | 15,8 | 10,6 | 5    | −0,6  | −4,9 | 4,5  |
| Средний суточный минимум, °C  | −10,5 | −10,5 | −6,5 | −0,2 | 5,4  | 10,8 | 12,9 | 11,6 | 7,1  | 2,4  | −2,5  | −7,4 | 1,05 |
| Норма осадков, мм             | 40    | 31    | 36   | 37   | 41   | 63   | 76   | 83   | 75   | 68   | 64    | 55   | 669  |
| Источник: Climate-data.org    |       |       |      |      |      |      |      |      |      |      |       |      |      |

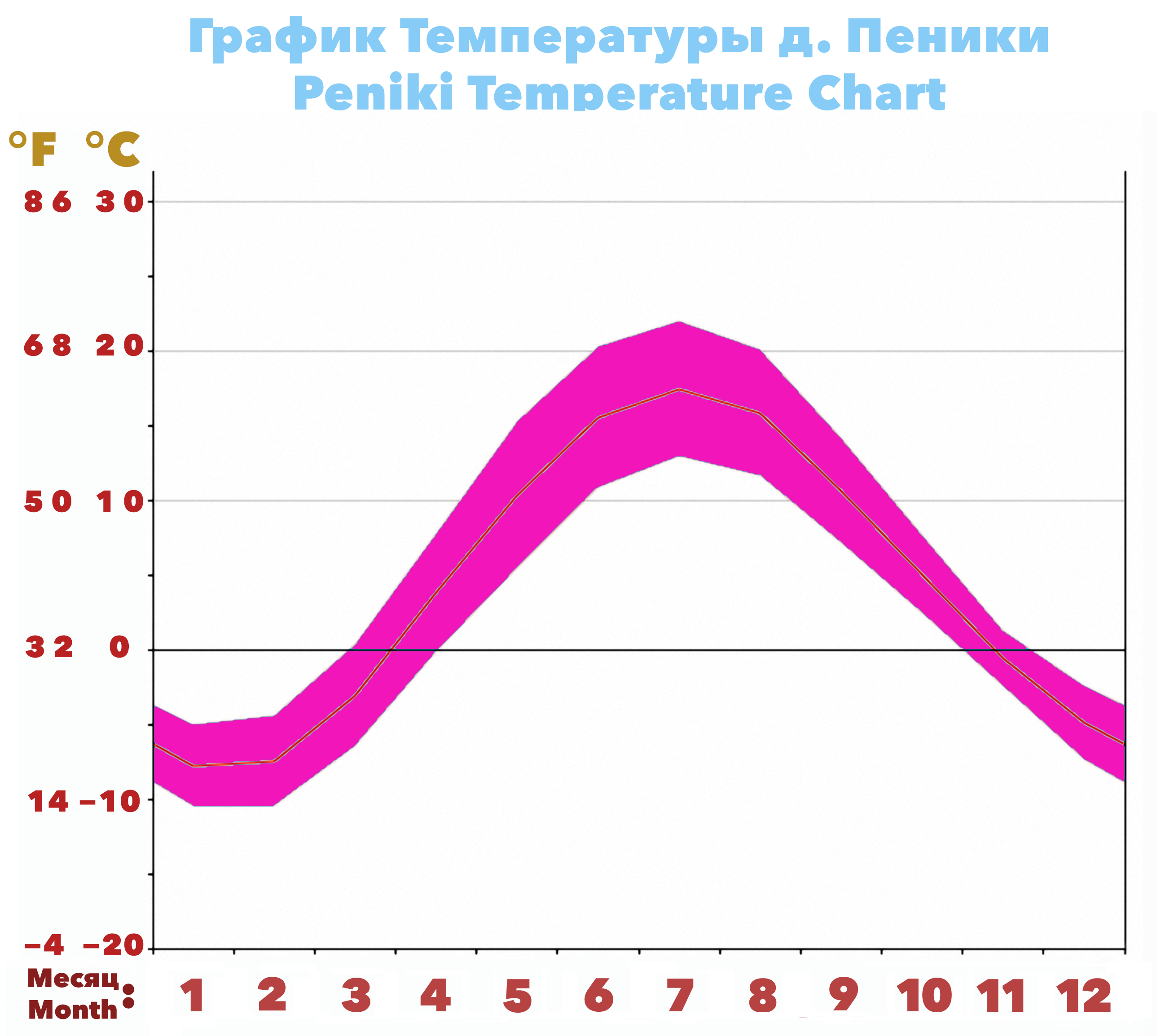
График температуры с января по декабрь.

Самый тёплый месяц года — июль со средней температурой 17,4 ℃. В январе в Пениках обычно наблюдается самое холодное время года, с температурой −7,8 ℃.

## Демография
| 1862 | 1997  | 2002  | 2007  | 2010  | 2017  |
| ---- | ----- | ----- | ----- | ----- | ----- |
| 143  | ↗1309 | ↘1007 | ↗1335 | ↘1207 | ↗1504 |

## Экономика
В деревне действует филиал ЗАО «Балтийский Берег» — фирмы, специализирующейся на реализации и переработке рыбы и различных видов рыбной продукции.

## Транспорт
В деревне осуществляется автобусное движение (маршруты № 691 и № 691А).
По территории Пениковского сельского поселения проходит часть кольцевой автомобильной дороги (западное полукольцо).
Ближайшая железнодорожная станция — Бронка.

## Образование
В I квартале 2010 года была расформирована Пениковская сельская школа, и на её основе был создан филиал МОУ Большеижорской школы.

## Коммуникации
В деревне доступно два интернет-провайдера, предоставляющих широкополосный доступ в Интернет: Виартком и Freedom House.

## Религия
С 2000 года в деревне Пеники ведётся строительство деревянной рубленой церкви Царственных страстотерпцев, в стиле северного зодчества. В строящейся церкви уже́ проходят регулярные богослужения.

## Фото

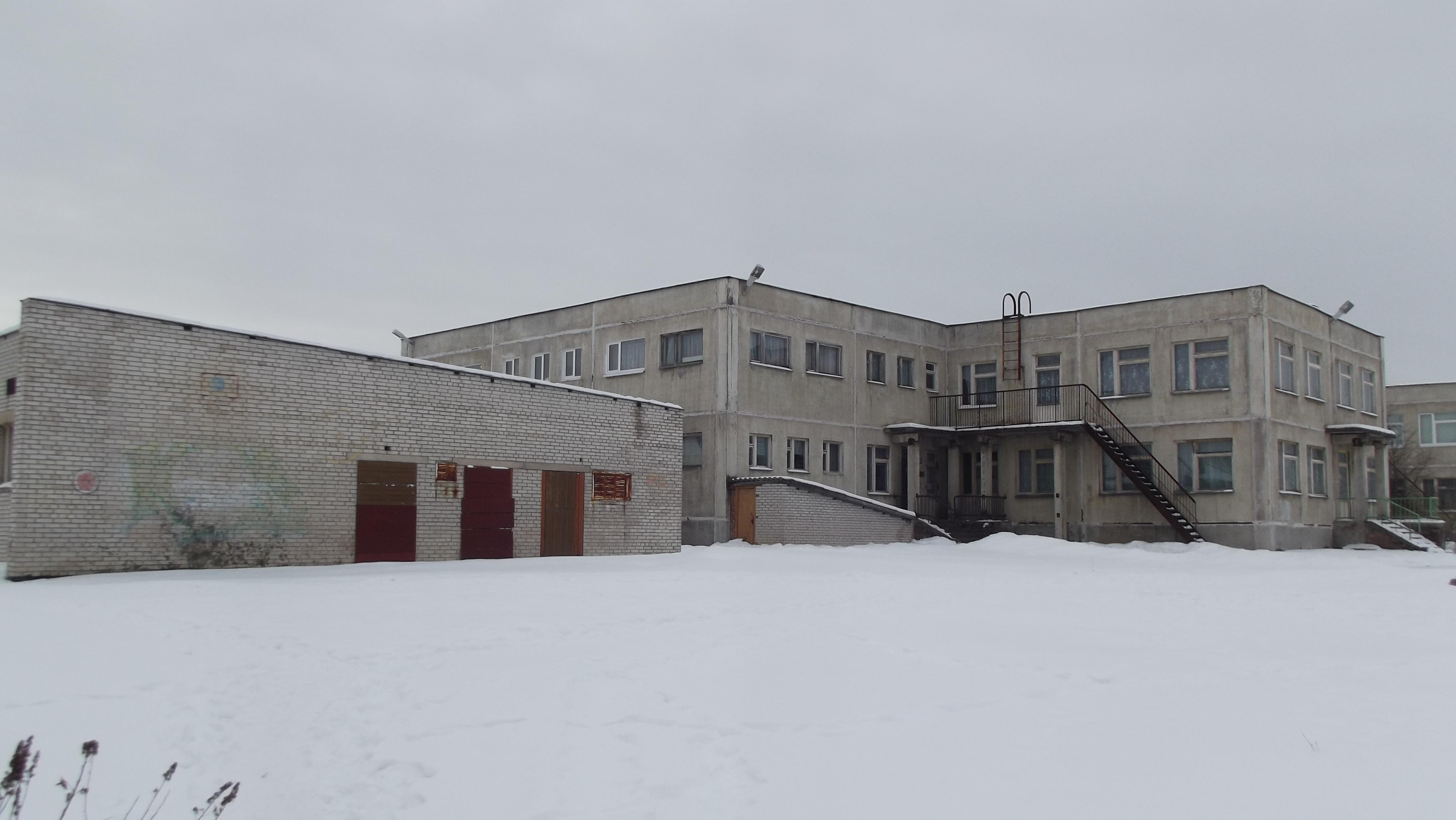
Пениковская школа, ранее обучение происходило с 1 по 9 класс, ныне — это филиал Большеижорской школы. Март 2018 года
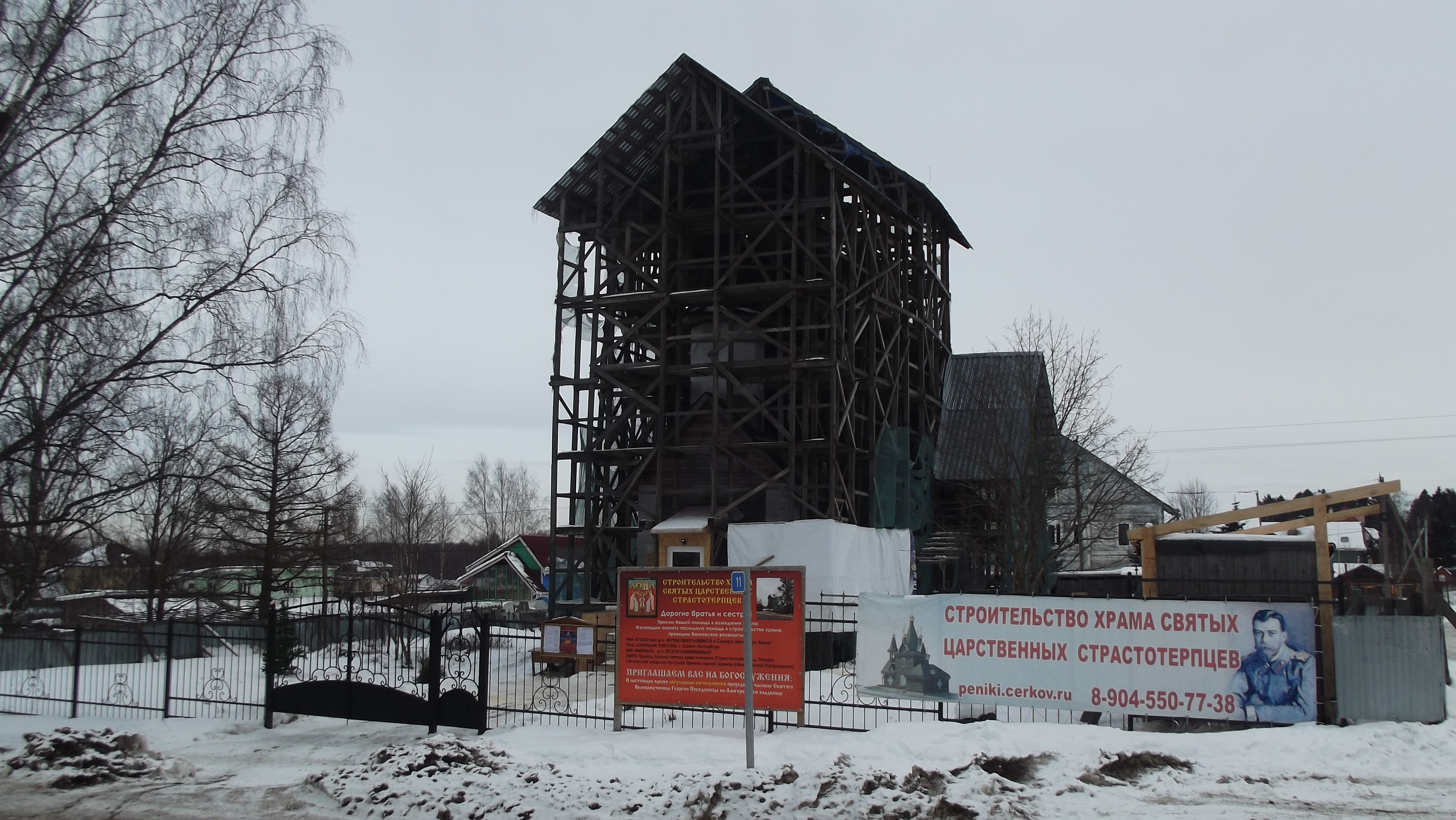
Строительство храма Святых Царственных Страстотерпцев. Состояние на март 2018 года

## Памятники
Братская могила советских воинов погибших в годы Великой Отечественной войны 1941—1945 гг, в которой похоронен мл. лейтенант Зубков, Пётр Семёнович, закрывший своим телом амбразуру фашистского дзота. Код памятника — 4701109000.

## Улицы
Броннинская, Видная, Дамбовская, Зелёная, переулок Калинина, Луговая, Новая, Полевая, Прибрежная, Ромашковая, Садовая, Санкт-Петербургское южное полукольцо 3-й километр, Спортивная, Центральная, Южная.

## Садоводства
Маяк.